# 大下宇陀児
大下 宇陀児（おおした うだる、1896年11月15日 - 1966年8月11日）は日本の探偵小説作家。本名、木下龍夫。別名、XYZ。

## 来歴
1896年（明治29年）、長野県上伊那郡中箕輪村（現箕輪町）に父・甚五郎、母・やすのもとに生まれる。旧制松本中学（現長野県松本深志高等学校）、第一高等学校へ進む。1921年（大正10年）、九州帝国大学（現在の九州大学）工学部応用化学科を卒業。農商務省臨時窒素研究所に勤務。同僚の甲賀三郎の探偵小説文壇における活躍に触発されて探偵小説を書き始めた。
1925年（大正14年）4月、博文館の探偵雑誌『新青年』誌上で、探偵小説『金口の巻煙草』でデビュー。
- 1927年（昭和2年）、長篇『闇の中の顔』を「新青年」に発表。
- 1928年（昭和3年）、窒素研究所を辞め、以後文筆業に専念。
- 1929年（昭和4年）、『蛭川博士』を「週刊朝日」で発表して注目を集め、以後、江戸川乱歩や甲賀三郎と肩を並べる探偵小説の代表的作家として、サスペンスに富む作風で売れっ子となる。
- 1930年（昭和5年）、『情獄』を「新青年」に発表。
- 1931年（昭和6年）、「本格派」の甲賀三郎と、探偵小説について「本格」と「変格」の是非を問う大論争を繰り広げる。
- 1934年（昭和9年）、『義眼』を「新青年」に発表。同年3月、文士賭博事件（麻雀賭博容疑）により多くの文士や俳優らとともに検挙される[1]。
- 1935年（昭和10年）、『情鬼』、『烙印』を「新青年」に発表。
- 1936年（昭和11年）、『偽悪病患者』、『凧』を「新青年」に発表。
- 1937年（昭和12年）、『鉄の舌』を「新青年」に、『悪女』を「サンデー毎日」にそれぞれ発表。第二次大戦が激しくなると軍部は探偵小説を弾圧。発表の場を無くす。
- 1945年（昭和20年）、日本敗戦。空襲で自宅を焼失し、防空壕住まいの中、窮乏に陥る。
- 1947年（昭和22年）、探偵文壇復活に合わせ、『柳下家の真理』を「宝石」に、『不思議な母』を探偵小説誌「ロック」に発表。戦後の作風は犯罪心理を追求する文学的な作品に転換、いくつかの作品は今日も高い評価を受けている。この年から、NHKの人気ラジオ番組『二十の扉』のレギュラー解答者となり、人気を博す[2]。
- 1948年（昭和23年）、『石の下の記録』を「宝石」で連載開始。昭和25年まで連載。
- 1951年（昭和26年）、『石の下の記録』で第4回「探偵作家クラブ賞」を受賞。
- 1952年（昭和27年）、「探偵作家クラブ」会長に就任（～昭和29年）。『誰にも言えない』を「週刊朝日」に発表。
- 1955年（昭和30年）、『虚像』を「サンデー毎日」に発表。また講談社から書き下ろし長篇『見たのは誰だ』を刊行。
- 1956年（昭和31年）、還暦祝賀を兼ね、『虚像』出版記念会を催す。
- 1958年（昭和33年）、『自殺を売った男』を「週刊大衆」に発表。愛妻・歌死去。
- 1966年（昭和41年）8月11日、心筋梗塞で死去。墓所は多磨霊園の西の端れで、東の端れには前年物故した盟友の江戸川乱歩の墓がある。

## 人物
探偵小説だけでなくSF小説にも関心を示し、「空中国の大犯罪」や『ニッポン遺跡』といった作品を執筆し、星新一の文壇デビューに一役買った。
宇陀児と江戸川乱歩は池袋駅を挟んで環状線の内と外に居を構えていた。愛妻家で知られ、「宇陀児」の筆名は妻・歌の名を借りたものだった。墓碑には「木下龍夫筆名大下宇陀児ならびにその妻歌ここに眠る」と刻まれている。

### 「変格派探偵小説家」として
宇陀児は「もっとも影響を受けた外国作品」としては、『何処へ行く』、『じゃん・ばるじゃん』、『巌窟王』を挙げ、「高校の終わりごろにドイルが面白くなり、大学を出るころからルパン物になった」と語っている。戦前の作家・翻訳家による海外推理小説十傑選考では、宇陀児は第1に『妖女ドレッテ』、第2に『男の顔』、第3に『トレント最後の事件』、第4に『赤毛のレッドメーンズ』を挙げ、以後「ルパン物」、「ルレタビーユ物」、「ヴァンス物」、「ホームズ物」としていて、「本当は『妖女ドレッテ』よりルパンやルレタビーユのほうが面白かった」とも述べている。のちに「完璧な探偵小説」として挙げたのはカーの『皇帝の嗅ぎ煙草入れ』とクロフツの『クロイドン発十二時三十分』であり、「変格もの」の心理物や倒叙物だった。
このような嗜好の宇陀児は、探偵小説文壇で「一個の人間像を描く」という「ロマンチック・リアリズム」を提唱し続けた。これに基づいて昭和12年には『鉄の舌』を執筆。戦後さらにその実践に努め、昭和23年に連載を始めた『石の下の記録』は、推理小説であるとともに戦後風俗小説ともなっていた。この作品は木々高太郎から絶賛を受けた一方、江戸川乱歩からは、「探偵的興味を犠牲にした風俗小説では不満である」と批判された。宇陀児は『虚像』でも人間と事件を有機的に結びつけるべく、風俗小説手法をとり、トリックの手法を捨てている。宇陀児は「トリック再用論」を唱え、トリックの独創性にこだわらなかったほどだった。
大正15年、甲賀三郎は「純粋に謎解きの面白さを追求する」という意味で「本格」という言葉を使い始め、この「本格」でない探偵小説はこれも甲賀によって「変格」と呼ばれるようになった。日本探偵小説の始祖である乱歩は終生「本格探偵小説」を支持したが、大衆の要求はあくまで「変格」にあり、乱歩も不本意ながら「変格派」の代表となるに到った。そして大下宇陀児もこの「変格派」の探偵小説家の一人だった。
宇陀児は処女作『金口の巻煙草』を、「会話入りの作文」と評している。これは宇陀児の一高時代の事実譚に基づいたもので、当時の高校生の生活を写し出すことを主眼にしたといい、「加えてちょっとした犯罪と、ほんのちょっとした結末の意外性があったため、それは探偵小説とされ、私は探偵作家というレッテルをおされた」と語っている。
以後、宇陀児は「変格派」の探偵小説家と称されるが、「本格」志向でなかったことについて、「いわゆる探偵小説での最重要な素材を、私はそれほど重視しなかった」といい、「このことは探偵小説の本流に対しての不逞であったろう」と振り返っている。続いて「不逞なるが故に、探偵小説本流家の一部からは、常に反感を持たれ、時には迫害すらあった」としているが、これは昭和6年に始まる、甲賀三郎との「本格」と「変格」の是非を問う大論争を指している。
これに対し宇陀児は「私の道を歩くよりほかはなかった。その道が、私にいちばん歩き甲斐のある道だったからである」とし、力を入れて書いたものは「人間の嬉しさや悲しさ」だとしている。宇陀児は「語りたくなり、叫びたくなり、訴えたくなる」が、書けという要求はそんなものについてではなく、「探偵小説の基材を駆使しての小説」という要求であり、「板ばさみで私は基材を組み合わせ、その中へ、私の語りたいものを、ぶきっちょに挟みこむよりほかなかった」のだという。
宇陀児は自作品について、トリックや意外性や謎がないことはないが、そういうものを特に強く浮き上がらせることを、時にむしろ恥ずかしくさえ思ったと語り、「一面、恥ずかしく思うことを、私は自分のよりどころとする、小さな誇りともしたのである」と語っている。
俵巌（ときに岩男とも表記される）という名の弁護士をシリーズ・キャラクターとして擁し、戦前の『狂楽師』や戦後の『見たのは誰だ』ほかいくつかの長短篇で活躍させている。

### 大下宇陀児と横溝正史
『新青年』の編集者だった横溝正史が初めて宇陀児にあったのは昭和2年のことだった。当時宇陀児はまだ窒素研究所に在籍し、牛込の東五軒に住んでいて、妻の歌が病床にあり、貧しい家だったという。ところが長篇を頼みに行った痩せぎすの横溝に宇陀児は「君たちは米の飯を食わんからいかん、米の飯を食わんと太らんよ、ワシは米の飯が好きでな」と、「例の童顔の目玉をクリクリさせながら」言ってみせ、横溝はまじめなのか冗談なのかわからず大いに面喰らった。のちの宇陀児は随筆で、これを「見え坊」だと語っている。
横溝によると、このとき依頼した『闇の中の顔』は「可もなく不可もなし」というところだったが、昭和4年の『蛭川博士』のあと、宇陀児は「アレヨアレヨで」またたくまに人気作家になった。これを横溝が誉めると宇陀児は「なあに、乱歩の『陰獣』の焼き直しだよ」と言下にいったという。横溝は「ここいらが見え坊の見え坊たるゆえんだろうか。見え坊とはテレ屋さんのことらしい」としているが、宇陀児は終生乱歩には一目置いており、「案外本音だったかもしれない」とも偲んでいる。
日本敗戦後、宇陀児は激しい虚無感に身を置き、なかなか創作意欲が働かなかった。東京では軍の弾圧の無くなった文壇界で、乱歩がさかんに「本格探偵小説」鼓吹の議論を展開していたなか、宇陀児は岡山の片田舎に疎開していた横溝に「骨を吹く」で始まる俳句を送ってよこして驚かせている。横溝は「なにも本格だけが探偵小説ではないであろう、あなたはあなたの性にあったものを書いたらどうか」と「とりどりの花ありてこそ野は楽し」との句を送って励ましたという。
横溝は「もっともまもなく宇陀児は『二十の扉』のレギュラーとなっていて、そっちのほうが忙しかったのかもしれない」としながら、戦後の東京の探偵文壇には乱歩を中心に熱狂的な雰囲気にあり、「宇陀児はそういう子供っぽい情念のなかに身をおくのがきらいだったのではないかと思う。それより『二十の扉』の大人のつきあいのほうを好んだのではないか」とも述べている。
そのなかで宇陀児は探偵作家仲間から離れてしまおうとせず、「探偵作家クラブ」の会長も勤めており、横溝は逆の行動をとった甲賀三郎と比較して、「常識人としての宇陀児の円満な人柄が偲ばれる」としている。
宇陀児は敗戦のときに一家自決を決意し、青酸カリを用意したという。が、ものは試しと金魚鉢にこの青酸カリを投じたところ、金魚はいっこうに死なず、これを見た宇陀児は自決を思いとどまったという。宇陀児は愛妻・歌の一周忌で、横溝らにこの告白をしたのだが、こういうときでも宇陀児はわざと目玉をクリクリさせ、聞く人にそれほど深刻な思いをさせなかった。宇陀児の逝去は雨村や乱歩に相次ぐもので、残された横溝の寂寥感も強かったといい、これを「宇陀児が逝ったのは昭和四十一年八月、雨村、乱歩に遅れること約一年、みなさん義理堅いことである」と偲んでいる。

### 大下宇陀児と甲賀三郎
宇陀児は「窒素研究所」の同僚の甲賀三郎とともに「新青年」でデビューしているが、探偵作家として世に出たのは甲賀の方が早かった。横溝正史は大正14年に「新青年」編集部に入ったが、甲賀が「新青年」以外でも売れ始めていたのに対し、宇陀児はまだまだ無名だった。
横溝は一頭地を抜いていた乱歩をおいて、「戦前の探偵作家のうち好敵手といえば、やはり甲賀さんと大下さんだったと思う」と述べている。両者は一高の先輩後輩であり、大学は違えど応用化学の専攻技術者、相識ったころはふたりとも「窒素研究所」に奉職中、ということで、「これを要するにふたりとも申し分のない秀才であった」としている。
しかし来歴のかぶる両者だが、横溝によると「その性格も作風もまるで違っていた」。甲賀は「つねに自信満々で闘志旺盛」なのに対し、「大下さんももちろん自信は十分持っていたのであろうがいつのまにやら流行作家になりすましている自分に、どこかテレているようなところがあった」という。論客で堂々と論陣を張る甲賀に対し、宇陀児はあまり議論を好まないほうだった。会って話をしても、甲賀は帝大出の頭のよさがしのばれたが、宇陀児は出来るだけそれをおもてに出さないようトボけていたという。
作風にしても、甲賀は戦前、「本格派の第一人者」として自他共に許し、「常に探偵小説の正道をいくものとして、その作風は大上段にふりかぶって爽快」で、『気早の惣太』のようなユーモアものもあったが、「だいたいが真っ向ひた押し型の堂々たる作風」、反して宇陀児は一作ごとに風俗小説的なキメの細かさを掘り下げていったといい、探偵小説は探偵小説なりに性格描写などに気を配っていた。横溝はその作風について「キメの細かい、しかもさりげない文章のうちに、読者をヒヤリッとさせる着想や描写には、一種独特のものをもっていた」とし、「おなじような経歴をもち、おなじ勤め先から相前後して作家として世に出ながら、その作風がまるでちがっているということは、まことに興味ふかいことだったが、二人とも探偵文壇の巨頭だったことはいうまでもない」と述懐している。

## 著書
- 大下宇陀児集 春陽堂（探偵小説全集）1929
- 蛭川博士 朝日新聞社 1930
- 宙に浮く首 新潮社 1931（新潮社長篇文庫）
- 恐怖の歯型 博文館 1931 のち春陽文庫
- 奇蹟の扉 新作探偵小説全集 新潮社 1932 のち春陽文庫
- 金色藻・街の毒草 新潮社 1934 のち春陽文庫
- 毒環 春秋社 1935
- 魔人 新潮社 1935 のち春陽文庫
- 奇蹟の処女 黒白書房 1935
- 狂楽師 春秋社 1935
- 殺人技師 春秋社 1935
- 凧 春秋社 1936
- ホテル紅館・赤い蝙蝠 ぷろふいる叢書第1巻 末広書房 1936
- 鉄の舌 春秋社 1938 のち春陽堂文庫
- 脱獄囚 皇文社 1938
- 空魔鉄塔 春陽堂書店 1939
- 花骨牌鬼語 野島書店 1939
- 魔法少年 興亜書房 1939.7
- 黒百合城 大日本雄辯會講談社 1940.2
- 緑の奇蹟 大都書房 1942
- 川波譚 新正堂 1942
- 思慕の樹 博文館 1942
- 情報列車 八紘社杉山書店 1942
- 金獅子島の秘密 新正堂 1943
- 悪女 静書房 1946
- 髑髏島 オールロマンス社 1947
- 風船殺人 一聯社 1947.9
- 秘密結社 世界文庫 1947.5（ポケット探偵小説叢書）
- 黒星団の秘密 青柿社 1948
- 宙に浮く首 自由出版 1948 のち春陽堂文庫
- 七人組恋愛くらぶ キング出版社 1948
- 決闘介添人 地平社 1948（手帖文庫）
- 義足紳士 文人社書店 1948
- 宇宙線の情熱 高島屋出版部 1949
- 幽霊薬局 鷺ノ宮書房 1949
- 烙印 岩谷書店 1949
- 殺人請負業者 春陽文庫 1951
- 石の下の記録 岩谷書店 1951 のち双葉文庫
- 嘘つきアパート 春陽文庫 1952
- 真夏の殺人 春陽文庫 1952
- 仮面紳士 ポプラ社 1953
- 新編毒婦伝 春陽文庫 1953
- 岩塊 春陽文庫 1953
- どろんこ令嬢 文芸図書出版社 1953
- 誰にも言えない 朝日新聞社 1953（朝日文化手帖）
- 緑の紳士 豊文社 1953
- 恐怖城 ポプラ社 1954
- 私は殺される 東方社 1954
- 昆虫男爵 東方社 1955
- 見たのは誰だ 大日本雄弁会講談社 1955（書下し長篇探偵小説全集）
- 鉛の虫 東方社 1955
- 邪悪な日曜 東方社 1955
- 娘たちは怖い 東方社 1955
- 放火地帯 東方社 1955
- 湖底の魔都 ポプラ社 1956（日本名探偵文庫）
- 虚像 毎日新聞社 1956
- 危険なる姉妹 東方社 1956
- 義足紳士 東方社 1956
- 蛇寺殺人 同人社 1956（昭和名作選書）
- おれは不服だ 大日本雄弁会講談社 1957（ロマン・ブックス）
- 災厄の樹 東方社 1957
- 自殺を売った男 光文社 1958 のち春陽文庫
- くちなし鬼語 浪速書房 1958
- 子供は悪魔だ 講談社 1958（ロマン・ブックス）
- 蛾紋 浪速書房 1958
- 火星美人 穂高書房 1958
- 危険な日曜 同光社出版 1959
- 自殺博士 同光社出版 1959
- 悪人志願 桃源社 1959（書下し推理小説全集）
- 飼育人間 光風社 1959
- ニッポン遺跡 おかしな小説 養神書院 1967
- 土性骨風雲録 教育と政治の天下人世耕弘一伝 鏡浦書房 1967（現代人物伝）
- 釣・花・味 随筆集 養神書院 1967
- 烙印 国書刊行会 1994.3（探偵クラブ）
- 大下宇陀児集 リブリオ出版 1997.2（くらしっくミステリーワールド）
- 大下宇陀児 楠田匡介 ミステリー・レガシー ミステリー文学資料館編　光文社〈光文社文庫〉 2017 ISBN 978-4-334-77473-8 - 大下の『自殺を売った男』と楠田匡介の『模型人形殺人事件』、大下と楠田の合作『執念』を収録。
- 烙印 創元推理文庫 2022　新版の短篇傑作選

### 合作
- 楠田匡介の悪党振り - 執筆順は大下宇陀児→水谷準→妹尾韶夫→角田喜久雄→山本禾太郎→延原謙。『新青年』1927年7月号から12月号まで連載。作家の楠田匡介は本作から筆名を借用した。
- 風間光枝探偵日記 - 海野十三、木々高太郎との共同による連作。単に同じキャラクターを使っての競作ではなく、各話には繋がりがある[8]。